# Die Abrechnung (Lied)
Die Abrechnung ist ein Lied des deutschen Rappers Eko Fresh. Der Song erschien am 23. Dezember 2004 auf der Juice-CD Nr. 49 und ist ein Disstrack gegen verschiedene andere Rapper, darunter sein ehemaliger Mentor Kool Savas. Er löste diverse Antwortsongs der angegriffenen Musiker aus und ist Teil eines der bedeutendsten Battles der deutschen Hip-Hop-Geschichte. Im März 2005 wurde Die Abrechnung auch auf dem Labelsampler Eko Fresh Presents: German Dream Allstars veröffentlicht.

## Hintergrund
Eko Fresh buchte Kool Savas im Jahr 2000 für einen Auftritt anlässlich seines 17. Geburtstags in Mönchengladbach für 1.500 DM. Nach Darstellung Ekos zeigte sich Savas dabei von seinen Raps beeindruckt, woraufhin Eko 2002 als Künstler und Backup-Rapper für Savas bei dessen Plattenlabel Optik Records unterschrieb. Nach mehreren gemeinsamen Veröffentlichungen verließ Eko Fresh jedoch im Anschluss an die Veröffentlichung seiner Single König von Deutschland im Herbst 2003 das Label.
Wenig später brachte Eko bei Sony BMG die Alben Ich bin jung und brauche das Geld sowie L.O.V.E. heraus, auf denen die Sängerin Valezka, die von 2001 an ebenfalls mit Optik Records involviert gewesen war, vielfach vertreten ist. Beide Alben konnten sich in den deutschen Albumcharts platzieren, wurden jedoch für ihren Pop-lastigen Sound von der deutschen Rap-Szene, insbesondere Ekos einstigem Förderer Savas, mitunter harsch kritisiert.
Als Reaktion auf diese Vorwürfe veröffentlichte Eko Fresh Ende 2004 den Song Die Abrechnung.

## Inhalt
Im Intro des Songs ist der deutsch-türkische Schwergewichtsboxer und Kickbox-Weltmeister Cengiz Koç zu hören. Er macht eine Ansage an alle Feinde von Eko Fresh, die es mit ihm zu tun bekämen, sollten sie Eko ein Haar krümmen. Dann werden Ausschnitte aus Liedern der Rapper Fler, Sido, Bushido und Kool Savas eingespielt, in denen sich diese teilweise abfällig über Eko Fresh äußern.
In der ersten Strophe schießt Eko Fresh fast ausschließlich gegen seinen ehemaligen Förderer Kool Savas. So wirft er ihm ein Platzhirsch-Verhalten innerhalb der Deutschrap-Szene vor: Savas habe versucht, Künstler wie ihn selbst oder Jack Orsen, der gemeinsam mit Savas Teil der Rapgruppe M.O.R. war, systematisch unten zu halten, da Savas Angst hätte, dass ein anderer Rapper mehr Erfolg habe als er selbst. Im Zuge dessen bezeichnet Eko Kool Savas als zweiten Peter Sreckovic: Bei dessen Label Put Da Needle To Da Records war Savas bis 2001 beschäftigt, ehe er sich von Sreckovic im Streit trennte und diesem in dem ein Jahr später erschienenen Disstrack Track gegen Peter Betrug und zwielichtige Geschäftsmethoden unterstellte. Zudem greift Eko Fresh weitere Künstler im Umfeld von Optik Records an (darunter Caput, DJ Nicon, Ercandize, Illmatic und Amar) und wirft ihnen Neid, Illoyalität sowie das Kopieren seines Rapstils vor.
Im Refrain erwähnt Eko Fresh explizit die Hip-Hop-Labels Optik Records und Aggro Berlin, deren Zeit nun vorbei sei, weil er sich wieder die Krone aufsetze. Dabei kündigt er an, der poplastigen Musik den Rücken zu kehren und wieder so zu rappen, wie in seiner Anfangszeit. Der Song sei seine persönliche Abrechnung mit der Rapszene, denn er „hasse Deutschrap, weil jetzt jeder Affe deutschrappt.“
Die zweite Strophe ist den Künstlern des Labels Aggro Berlin gewidmet. Hier äußert sich Eko zunächst negativ gegenüber dem Rapper Bushido, der ihn zu Beginn seiner Karriere gedisst habe, jedoch betont er gleichzeitig, ihm mittlerweile verziehen zu haben. Dies wird auch dadurch deutlich, dass kurze Zeit später erste gemeinsame Songs von Eko Fresh und Bushido erschienen und Eko 2006 einen Vertrag bei Bushidos Label Ersguterjunge unterschrieb. Anschließend greift Eko Fresh den Rapper Fler an, nennt ihn „fette Kartoffel“ und wirft ihm vor, sich seine Texte von Sentino schreiben zu lassen. Zudem bezeichnet er Fler als „schwul“ und spricht ihm seinen Status als Rapkünstler ab, da er bei Aggro Berlin immer im Schatten von Sido stehen würde. Sido selbst wirft er aufgrund dessen Arschficksong ebenfalls Homosexualität sowie Doppelmoral vor, da dieser sich in Interviews negativ über Eko geäußert habe, bei einem persönlichen Treffen jedoch von ihm schwärmte. Zuletzt kriegen auch noch B-Tight und MC Rene Seitenhiebe ab.
Am Ende des Liedes stellt Eko Fresh klar, dass keiner der Angegriffenen ein echter „Gangster“ sei, sondern alle, wie er, nur Rapper wären. Zudem hebt er seine eigenen Erfolge mit seinem Label German Dream sowie den damit verbundenen Reichtum hervor, betont seine textliche Überlegenheit gegenüber den anderen Rappern und spielt auf sein kommendes Studioalbum Hart(z) IV an, das schließlich 2006 erschien.

## Produktion
Das Lied wurde von dem Musikproduzenten DJ Rocky produziert und der Text von Eko Fresh geschrieben.

## Musikvideo
Das Musikvideo zu Die Abrechnung ist in Schwarz-weiß gehalten und wurde in Eko Freshs Heimatstadt Köln gedreht. Es zeigt Eko, der den Text aggressiv rappt, während er an einem Tisch am Fenster in einem Café sitzt. In anderen Szenen läuft er in Winterjacke durch die Stadt. Neben weiteren Personen aus Eko Freshs Umfeld sind auch die Rapper Summer Cem und Manuellsen, die damals bei German Dream unter Vertrag standen, im Video zu sehen.

## Einfluss

### Reaktionen anderer Künstler
Am 7. Februar 2005 reagierte Ekos ehemaliger Förderer Kool Savas mit dem Antworttrack Das Urteil, auf dem dieser fünf Minuten lang ausschließlich gegen Eko Fresh schießt und ihm unter anderem Geldgier und Übermut vorwirft. Aus dem Umfeld von Eko Fresh folgten wiederum eine ganze Reihe von Antwortsongs, wie Die Bestrafung, Die Lastschrift und Savas Hunters aus dem Jahr 2005 sowie 50 & Savas (auch bekannt als Savas du Knecht) von 2007. Den Schlusspunkt setzte Eko schließlich 2010 mit dem Song Der Einspruch, für den er denselben Beat wie Das Urteil verwendete.
Der Aggro Berliner Fler antwortete Anfang 2005 mit dem Song Hollywoodtürke, der wiederum von Eko Fresh mit dem Track Flerräter gekontert wurde. Auf Flerräter tritt neben Eko auch Bushido in Erscheinung, obwohl dieser vorher von ihm selbst noch auf Die Abrechnung gedisst wurde. Daraufhin folgte im Mai 2005 das Lied Du Opfer von Fler und B-Tight, bevor Eko Fresh zuletzt den Song F.L.E.R. veröffentlichte.

### Nachwirkung
Der Konflikt zwischen Eko Fresh und Kool Savas brachte beiden eine erhöhte mediale Aufmerksamkeit ein und gilt bis heute als das vielleicht bedeutendste Rap-Battle Deutschlands. Das Urteil wird dabei von vielen Kritikern allgemein als der stärkste aus diesem Beef hervorgegangene und herausragender Disstrack der Deutschrap-Geschichte angesehen. Die gemeinsame Geschichte beider Künstler beschäftigte deutsche Hip-Hop-Medien auch Jahre später noch. 2009 wurde ein Twitter-Disput der beiden Künstler über die Sperrung des Musikvideos zu Das Urteil auf YouTube medial begleitet. 2010 erklärte Kool Savas Das Urteil künftig nicht mehr live spielen zu wollen. Eko Fresh reagierte bald darauf, indem er Die Abrechnung ebenfalls aus seinem Live-Repertoire strich. Später revidierte Savas seine Entscheidung jedoch aufgrund der verstärkten Fanforderungen nach dem Titel und der Tatsache, dass er emotional mittlerweile nichts mehr mit dem Song verbinden würde.
2012 ergriff der Rapper Azad, ein langjähriger musikalischer Wegbereiter von Kool Savas, über Facebook Partei für Eko Fresh, indem er erklärte, dessen damals gegenüber Savas vorgebrachten Standpunkt nachvollziehen zu können.